# Leucania conigera
Leucania conigera är en fjärilsart som beskrevs av Ignaz Schiffermüller 1776. Leucania conigera ingår i släktet Leucania och familjen nattflyn. Inga underarter finns listade i Catalogue of Life.